# Alfredo Íbero Irisarri
Alfredo Íbero Irisarri (Pamplona, España, 12 de mayo de 1974) más conocido como Bebeto es un exfutbolista y entrenador de fútbol español. Actualmente está sin equipo tras abandonar la AD San Juan de la Segunda Federación al finalizar la temporada 2022-23.

## Trayectoria

### Como entrenador
Bebeto inició su trayectoria en los banquillos en 1990 a muy temprana edad, siendo aún juvenil, dirigiendo a equipos de la cantera de la AD San Juan. Progresó durante diez años desde el fútbol 8 hasta el primer equipo juvenil, promocionando al banquillo del primer equipo en la temporada 2004-05. 
En la temporada 2012-13, se proclamaría campeón de liga y logra el ascenso a la Tercera División de España. Bebeto dirigiría al conjunto sanjuanero hasta el término de la temporada 2014-15, poniendo fin a 10 años al frente del primer equipo.
En la temporada 2018-19, firma como entrenador del Club Deportivo Oberena de la Primera Autonómica de Navarra.
En julio de 2019, tras la marcha de Xabi Mata, regresa al banquillo de la AD San Juan en la Tercera División de España.
El 24 de mayo de 2021, la AD San Juan lograría el ascenso a la Segunda Federación por primera vez en su historia, tras quedar en segunda posición del grupo navarro de la Tercera División de España.
En la temporada 2021-22, es confirmado como entrenador de la AD San Juan en su debut en la Segunda Federación.En la siguiente temporada, tras acabar su equipo en octava posición, abandonaría la entidad por decisión propia.

## Clubes
| Club           | País              | Año       |
| -------------- | ----------------- | --------- |
| A. D. San Juan | Bandera de España | 2013-2015 |
| C. D. Oberena  | Bandera de España | 2018-2019 |
| A. D. San Juan | Bandera de España | 2019-2023 |